# Phantyna provida
Phantyna provida là một loài nhện trong họ Dictynidae.
Loài này thuộc chi Phantyna. Phantyna provida được Willis J. Gertsch & Mulaik miêu tả năm 1936.